# Martin Schulz (Jurist)
Martin Schulz (* 1964 in Offenbach am Main) ist ein deutscher Jurist, Rechtsanwalt und Professor für deutsches und internationales Privat- und Unternehmensrecht an der German Graduate School of Management and Law in Heilbronn.

## Leben
Von 1985 bis 1990 studierte Schulz Rechtswissenschaft an der Johann Wolfgang Goethe-Universität in Frankfurt am Main. Gefördert wurde er durch ein Stipendium der Studienstiftung des deutschen Volkes. Von 1991 bis 1992 besuchte er die Yale University, New Haven, Connecticut und graduierte dort als Master of Laws (LL.M.). 1990 Die juristischen Staatsprüfungen legte er 1990 und 1994 ab. Von 1995 bis 1999 war Schulz wissenschaftlicher Mitarbeiter bei Hans-Joachim Mertens und Dozent für Zivil- und Wirtschaftsrecht an der Fernuniversität Hagen. 1996 folgte ein Forschungsaufenthalt an der University of California, Berkeley. 1999 wurde er an der Johann Wolfgang Goethe-Universität mit einer Arbeit er mit der Arbeit "Verfassungsrechtliche Vorgaben für das Kollisionsrecht in einem Gemeinsamen Markt : eine rechtsvergleichende Untersuchung zu den Grenzen einzelstaatlicher Anknüpfungsmethoden im internationalen Vertrags-, Delikts- und Gesellschaftsrecht am Beispiel der Vereinigten Staaten von Amerika" zum Dr. jur. promoviert.
Von 1999 bis 2015 war er Rechtsanwalt und Knowledge Management Lawyer im Frankfurter Büro der internationalen Sozietät Freshfields Bruckhaus Deringer. Seit 2006 ist er Lehrbeauftragter am International Department der Universität Karlsruhe.
Seit 2009 ist Schulz Professor für deutsches und internationales Privat- und Unternehmensrecht an der German Graduate School of Management and Law, Heilbronn. Seit Februar 2012 leitet er als Akademischer Direktor Wirtschaftsrecht den Studiengang LL.M. in Business Law.
Seit 2010 ist er darüber hinaus Referent an der Executive School of Management, Technology and Law (ES-HSG) der Universität St. Gallen im Rahmen des Programms „Management for the Legal Profession (MLP-HSG)“

## Bücher (Auswahl)
- zusammen mit Oliver Wasmeier: The law of Business Organizations. Springer, Berlin 2010, ISBN 978-3-642-17792-7.
- zusammen mit M. Klugmann: Wissensmanagement für Anwälte. Carl Heymanns Verlag, Köln 2012, ISBN 978-3-452-27607-0